# World Unity Football Alliance
La World Unity Football Alliance (WUFA) es el organismo rector internacional  para los equipos de fútbol que no están afiliados a la FIFA. WUFA fue fundada en 2020 para supervisar la competencia internacional entre las asociaciones no afiliadas a la FIFA en el mundo. La WUFA no tiene una estructura de gestión centralizada.Actualmente La WUFA es encuentra inactiva.

## Historia
WUFA anunció inicialmente 9 miembros fundadores y se unió la Asociación Internacional de Fútbol de Yorkshire el 8 de julio. De los 18 miembros de WUFA, 12 también son miembros de ConIFA. Darfur abandonó la ConIFA antes de establecer como miembro de WUFA y Surrey no era miembro de ninguna federación antes de unirse a WUFA. El 13 de julio de 2020, WUFA anunció una alianza con el Consejo Sudamericano de Nuevas Federaciones (CSANF).
Tres miembros del CSANF Rapa Nui, Comunidad Armenia Argentina y Mapuche también se unieron a WUFA.
El 12 de septiembre de 2020, WUFA anunció su primer torneo, la Serie Mundial, disputado del 16 al 23 de mayo de 2021. Islas Chagos se proclamó  campeón del torneo.
El 6 de abril de 2021, Surrey anunció que albergaría la primera edición de la Serie Mundial de la WUFA, los 4 partidos se jugaron a puerta cerrada debido en parte a las restricciones locales por COVID impuestas en el Reino Unido en ese momento.
El 7 de julio de 2021, la WUFA anunció a la Asociación de Fútbol de Cachemira como su miembro más nuevo. Cachemira no era miembro de ninguna organización no perteneciente a la FIFA antes de unirse a la WUFA.
El 29 de junio de 2021, la WUFA anunció planes para organizar la Copa Mundial Feminina WUFA, su primer gran torneo internacional. El 15 de marzo de 2022, la World Unity Football Alliance anunció la elección de su primer Secretario General, Presidente y fundador de la International Surrey Football.

## Miembros
Europa (3)
- Parroquias de Jersey
- Surrey
- Yorkshire

Asia (5)
- All Black FC Hong Kong
- Cachemira
- Karen
- Papúa Occidental
- Tamil Eelam

África (5)
- Barāwe
- Darfur
- Islas Chagos
- Matabelelandia
- Sahara Occidental

Norteamerica (2)
- California
- Kuskatan

Sudamerica (4)
- Comunidad Armenia Argentina
- Mapuche
- Rapa Nui
- São Paulo

### Federaciones Miembro
- Consejo Sudamericano de Nuevas Federaciones de Fútbol (COSANFF)

## Competiciones
| Torneo                     | Último torneo | Campeón vigente | Próximo torneo |
| -------------------------- | ------------- | --------------- | -------------- |
| WUFA World Series          | Surrey 2021   | Islas Chagos    | Por definir    |
| Copa Mundial Feminina WUFA | -             | TBD             | TBD            |

## Organización

### Secretario general
| No. | Nombre       | País de origen | Inicio el cargo       | Final del cargo     |
| --- | ------------ | -------------- | --------------------- | ------------------- |
| 1   | Danny Clarke | Reino Unido    | 18 de febrero de 2022 | 30 de junio de 2023 |